# El Cerrito del Norte (BART)
El Cerrito del Norte es una estación en las líneas Richmond–Fremont y Richmond–Millbrae del BART. La estación se encuentra localizada en 6400 Cutting Boulevard en Richmond, California. La estación El Cerrito del Norte fue inaugurada el 29 de enero de 1973.  Distrito de Transporte Rápido del Área de la Bahía es la encargada por el mantenimiento y administración de la estación.

## Descripción
La estación El Cerrito del Norte cuenta con 2 plataformas laterales y 2 vías. La estación también cuenta con 2,198 de espacios de aparcamiento.

## Conexiones
La estación es abastecida por las siguientes conexiones de autobuses: 
- Rutas del AC Transit: Rutas 7, 72, 72M, 72R*, 76, 376 (local); 667, 668, 675, 683, 684 (lunes a viernes solamente); 800 (All-Nighter); L* LC* (Transbay, se para en la Avenida San Pablo & Cutting)
FAST: Ruta 90*
Golden Gate Transit: Rutas 40*, 42
Napa VINE: Ruta 29*[2]
Vallejo Transit: Ruta 80
WestCAT: JL/JR, JX/JPX(30Z)*+,
* - La ruta opera de lunes a viernes solamente
+ - La Ruta JPX continúa como la Ruta 30Z a Martínez.